# Practice What You Preach (Barry White)
Practice What You Preach è una canzone scritta e prodotta da Barry White, Gerald LeVert ed Edwin Nicholas e registrata da Barry White nel 1994, pubblicata come primo singolo estratto dall'album The Icon Is Love. Il singolo ricevette un disco d'oro dalla RIIA il 15 dicembre 1994.

## Tracce
CD Maxi
1. Practice What You Preach - LP Version Edit
2. Practice What You Preach - Michael Angelo Do It Remix
3. Practice What You Preach - Kenneth Crouch Remix
4. Love Is The Icon - Rogers Midnite Luv Mix

## Classifiche
| Classifica (1994)    | Posizione più alta |
| -------------------- | ------------------ |
| Billboard Hot 100    | 18                 |
| U.S. R&B Chart       | 1                  |
| U.S. Dance           | 33                 |
| U.S. Rhythmic Top 40 | 21                 |
| Regno Unito          | 20                 |